# Nguyễn Thành Nam (YouTuber)
Nguyễn Thành Nam (sinh ngày 31 tháng 10 năm 1994), thường được biết đến với nghệ danh NTN, là một cựu nam YouTuber người Việt Nam. Kênh YouTube của anh hiện sở hữu hơn 10 triệu lượt đăng ký, là kênh YouTube có lượt đăng ký cao thứ 14 tại Việt Nam (Tính đến Quý 3 năm 2024). Anh là cá nhân đầu tiên tại Việt Nam sở hữu 1 nút kim cương, 4 nút vàng và 4 nút bạc. Nguyễn Thành Nam nổi tiếng là người tiên phong trong lĩnh vực vlog trên YouTube nhưng anh cũng nổi tiếng vì các nội dung gây tranh cãi.
Nguyễn Thành Nam hiện đang sở hữu 3 kênh riêng biệt để làm các nội dung khác nhau, trong đó kênh chính là NTN (tên cũ lần lượt là NTN Vlogs, Nguyễn Thành Nam, Nờ Tờ Nờ) với hơn 10 triệu lượt đăng ký chuyên về các thử thách hài, Mr Nam Gaming (tên cũ là Funny Game) với 1,5 triệu lượt đăng ký được dùng để bình luận game, Mr Nam Vlogs (tên cũ là Monster NTN) với hơn 1,8 triệu lượt đăng ký chuyên các trò đùa nhây, trước đó anh cũng có một kênh cũng tên là NTN, tuy đã bị xóa nhưng cũng có hơn 1 triệu lượt đăng ký. Với số lượt đăng ký nhiều như vậy, Nguyễn Thành Nam là YouTuber người Việt đầu tiên sở hữu 4 nút vàng cho cả 4 kênh nội dung.

## Tiểu sử và sự nghiệp
Nguyễn Thành Nam sinh ngày 31 tháng 10 năm 1994 tại thị trấn Tiền Hải, huyện Tiền Hải, tỉnh Thái Bình (nay là xã Tiền Hải, tỉnh Hưng Yên). Trước khi bắt đầu sự nghiệp với tư cách là YouTuber, anh từng là một gương mặt quen thuộc trong cộng đồng game CrossFire Legend Việt Nam. Anh bắt đầu thu hút được sự chú ý từ cộng đồng mạng những clip trong series "Thử lòng người lạ" được đăng tải trên kênh Mr Nam Vlogs (tên cũ là Monster NTN). Nội dung chính của những clip là giả vờ gặp cướp, tai nạn giao thông, thiếu tiền về quê,... để thử lòng mọi người xung quanh. Nội dung của các video này tuy đa phần không thực sự nghiêm túc, nhưng lại thu hút được sự chú ý đông đảo từ cộng đồng mạng.
Từ năm 2016, anh bắt đầu đăng các video trên kênh NTN Vlogs chuyên về vlog cuộc sống đời thường, thử thách, chế tạo. Những video đó kiếm về cho anh hàng triệu lượt xem và cũng trở thành kênh chính của anh. Ngày 3 tháng 8 năm 2021, kênh của anh chính thức đạt 10 triệu lượt đăng ký, anh trở thành YouTuber cá nhân đầu tiên tại Việt Nam đạt nút kim cương YouTube. Cũng trong năm 2021, anh thông báo tạm dừng làm YouTube trong một thời gian để thành lập một team mới và hướng đến mục tiêu lớn hơn trong tương lai.

## Tranh cãi
Tuy sở hữu lượng người đăng ký cao, Nguyễn Thành Nam phải hứng chịu nhiều chỉ trích từ cộng đồng mạng và đối mặt với làn sóng tẩy chay vì những video bị cho là có nội dung không thích hợp. Anh từng đăng tải một video quay lại cảnh mình đang ăn mỳ tôm trong bồn cầu. Dù hiện đã bị xóa, nhưng cũng chính từ video này mà đã có không ít kênh khác bắt chước làm theo với các nội dung tương tự, bị dư luận đánh giá là phản cảm.
Vào ngày 21 tháng 11 năm 2016, Nguyễn Thành Nam cùng nhiều người liên quan đã bị cơ quan công an thành phố Hà Nội mời đến trụ sở làm việc vì đã dàn dựng, quay clip đóng giả khủng bố IS quăng bom nơi công cộng. Vốn dĩ trước đó Nguyễn Thành Nam đã đăng tải một video có một thanh niên tên Vương Sơn Lâm đóng vai một người Hồi giáo mặc áo trắng, đội khăn trắng, ôm một gói giống như thuốc nổ đặt hoặc quăng vào chỗ đông người. Có phân cảnh người thanh niên này quăng bom giả ngay tại nhà chờ xe buýt khiến nhiều người sợ hãi. Sau khi bị công an triệu tập, Nam đã nhận tội và cho rằng mục đích là để mọi người cảm thấy vui vẻ.
Ngày 14 tháng 11 năm 2019, Nguyễn Thành Nam đăng tải một video có tựa đề "Thả 100 cái dao trên cao xuống", nhận được nhiều ý kiến trái chiều từ cư dân mạng. Trong video này, anh đã thả rơi 100 con dao được bó lại từ sân thượng của nhà mình. Mục đích là để thả đống dao này vào một miếng thịt lợn được đặt trên tấm xốp mỏng. Sau khi đống dao rơi trúng miếng thịt, anh lại thả dao vào quả dưa hấu và 2 chai Coca-Cola cho nổ tung. Sau 3 ngày đăng tải video đã nhận được sự phản đối gay gắt từ cộng đồng mạng vì không đưa ra bất cứ cảnh báo gì về nội dung.
Sau sự việc liên quan đến video thả dao khiến mình phải hứng chịu làn sóng tẩy chay, Nam đã đăng tải một clip tuyên bố sẽ xóa kênh. Tuy nhiên, chỉ 2 ngày sau khi tuyên bố xóa kênh, Nguyễn Thành Nam lại đăng tại một clip mới thả tự do 4 nút play vàng, tiến hành buộc dây cố định lên chiếc dù rồi thả tự do nút vàng từ tầng thượng xuống mặt đất. Đây không phải là lần duy nhất Nguyễn Thành Nam tuyên bố từ bỏ sự nghiệp YouTube, rồi đột nhiên quay trở lại. Cuối tháng 2 năm 2020, anh tuyên bố chính thức dừng công việc YouTuber vì chịu quá nhiều áp lực dư luận, đồng thời đã đặt video "Thả 100 cái dao trên cao xuống" ở chế độ riêng tư, nhưng anh đã quay trở lại sau chỉ hơn 1 tháng. Trước những phản ứng trái chiều, anh phản hồi rằng: "Trong video trước, tôi có nói một câu: "Có thể đây sẽ là video cuối cùng". Các bạn hãy phân tích 2 chữ "có thể", nghĩa là câu đó không chắc chắn. [...] Nhưng khi tôi nhắc đến từ "có thể", đó là từ nước đôi, có thể ra hoặc có thể không ra, kiểu như vậy."

## Video âm nhạc
| Năm  | Tựa đề         | Hợp tác với | Ghi chú                                                     |
| ---- | -------------- | ----------- | ----------------------------------------------------------- |
| 2018 | Ngừng phán xét |             |                                                             |
| 2019 | Không NO       |             | Phiên bản tự sáng tác lời (Beat gốc: "Turn It Up" của Tobu) |
| 2019 | Cuộc sống mà   |             |                                                             |
| 2021 | Không          | Củ Cải 1805 |                                                             |
| 2023 | Thằng Nhà Quê  | Triển       |                                                             |

## Giải thưởng và đề cử
| Năm  | Lễ trao giải    | Hạng mục             | Đề cử cho | Kết quả | Chú thích |
| ---- | --------------- | -------------------- | --------- | ------- | --------- |
| 2020 | WeChoice Awards | Hot Youtuber của năm | Bản thân  | Đề cử   | [ 17 ]    |